# Marko Šutalo
Marko Šutalo (in serbo Марко Шутало?; Bačka Topola, 13 aprile 1983) è un ex cestista serbo naturalizzato bosniaco.

## Carriera
Con la Bosnia ed Erzegovina ha disputato due edizioni dei Campionati europei (2013, 2015).